# Lance Larson
Lance Melvin Larson, född 3 juli 1940 i Monterey Park, Kalifornien, död 19 januari 2024 i Orange, Kalifornien, var en amerikansk simmare.
Larson blev olympisk guldmedaljör på 4 x 100 meter medley vid sommarspelen 1960 i Rom.